# Tuberocephalus tianmushanensis
Tuberocephalus tianmushanensis är en insektsart. Tuberocephalus tianmushanensis ingår i släktet Tuberocephalus och familjen långrörsbladlöss. Inga underarter finns listade i Catalogue of Life.